# ریدکی
ریدکی (به چکی: Řídký) یک منطقهٔ مسکونی در جمهوری چک است که در ناحیه سویتاوی واقع شده‌است. ریدکی ۱٫۴۱ کیلومتر مربع مساحت و ۷۴ نفر جمعیت دارد و ۳۰۸ متر بالاتر از سطح دریا واقع شده‌است.